# Klud
En klud, er et materiale, ofte stof eller sammenflettet tråd/snor, der bruges til at fordele og/eller fjerne en væske.